# 瓦萨尔·崔
瓦萨尔·崔（英語：Wasel Choi，1979年8月9日—）不仅是位艺术家、世界旅行家，还是位知识探索者和观察者，现居于美国加州旧金山。2002年毕业于英国南威尔士的格拉摩根大学，专业为财务规划与优化管理方法。
瓦萨尔对自然界研究和人类学的兴趣直接影响到了他对艺术作品的创作。他绘画作品的灵感来源于其潜意识世界里的情感和感悟，并以独特的线条表现手法诠释他的绘画作品。 
自2007年，瓦萨尔的作品已参展多个国际大展，中國2010年上海世界博覽會、 WOMAD 音乐节、, 在捷克共和国Vitkovice举办的2009 Smalt艺术节, 2008 法国艺术节、2007 巴黎艺术节，还举办了名为Constructivism的个人展。 瓦萨尔 旅行了世界很多地方，足迹遍布新加坡、中国、马来西亚、捷克共和国、德国、巴林、美国、土耳其以及肯尼亚，接触不同文化与民俗期间，他不断创作作品，并对其人类学研究加以记录。瓦萨尔还在纽约大学、德累斯顿美术学院和泰格拉·洛鲁佩和平基金会做了一系列的演讲和研讨会。
瓦萨尔的主要作品包括三件与汽车相关的艺术作品：尼桑Murano雕塑、法拉利方程式赛车彩绘，杰夫·昆斯在看过瓦萨尔的法拉利方程式赛车彩绘作品后， 给他打来祝贺电话，并邀请其彩绘一辆1959年的雪弗兰Impala老爷车，这便是瓦萨尔的第三件汽车艺术作品；两件展示于地球上最高大楼哈利法塔第84层的绘画作品；五件分别展示于由新加坡凯德集团公司建造的新住宅大厦大堂的大型装饰绘画作品。
2009年至2013年期间，瓦萨尔实现了其在新加坡与马来西亚的居住生活愿望之后，来到美国与其妻子定居于妻子的家乡加州。
瓦萨尔很钦佩古典钢琴家王羽佳的音乐天赋，在加州创作作品的历程中，经常去观看这位年轻钢琴家的演奏会。